# Zhulka y Zhemchuzhina (perras cosmonautas)
Zhulka  (Жулька, literalmente "Pícara") y Zhemchuzhina (Жемчужина, literalmente "Perla")  fueron dos perras cosmonautas soviéticas.

## Historia
El 22 de diciembre de 1960  se lanzó la nave espacial Vostok 1K No. 6 con el satélite Sputnik-7-1 desde el cosmódromo de Baikonur. Esta nave transportaba a las perras cosmonautas Zhulka y Zhemchuzhina (también se las conoce con diferentes nombres, tales como  Zhulka y Alpha, y Comet y Joke). Zhulka había volado previamente en el cohete geofísico R-2A con los nombres Snezhinka y Zhemchuzhnaya el 2 de julio de 1959 (junto con un perro llamado Otvazhnaya-Valiente). A bordo del satélite también se encontraban ratones, ratas y otros animales pequeños.
Un rato después del lanzamiento, debido a la rotura del generador de gas de la tercera etapa del vehículo de lanzamiento, la nave se desvió de su rumbo. Se hizo evidente que el cohete no iría al espacio, y a una altitud de 214 km se produjo una separación de emergencia del módulo de descenso, que aterrizó 65 km al suroeste de la aldea de Turá en Evenkía (en el área de Podkamennaya del Río Tunguska). No había esperanzas de encontrar a las perras con vida: incluso si el dispositivo hubiera sobrevivido, los perros debieron ser arrojados al exterior en un contenedor sin aislamiento con una catapulta. Un grupo de rescatistas y científicos volaron a la zona de la caída, pero debido a las dificultades de la búsqueda y a la temperatura del aire extremadamente baja, el módulo de descenso no fue descubierto hasta el 25 de diciembre. El vehículo de descenso resultó ileso y el sistema de expulsión falló durante el lanzamiento, lo que  salvó la vida de las perras, que sobrevivieron dentro del módulo de descenso, protegidas por el aislamiento térmico. Para sorpresa de los rescatistas, Zhulka y Zhemchuzhina estaban vivas, aunque el resto de los seres que estaban en la cápsula con ellas murieron.
Posteriormente, Zhulka fue adoptada por un destacado científico médico, el académico Oleg Gazenko, y vivió con él durante unos 14 años.Hoy en día, el animal de peluche de Zhulka se exhibe en la oficina conmemorativa de Oleg Gazenko en el IBMP.

## Cine
En 1985, se rodó la película "Alien Ship", que recuerda esta historia.

## Literatura
- Stephen Walker,  Beyond: The Astonishing Story of the First Human to Leave Our Planet and Journey into Space.[6][7]- M.: Alpina non-fiction, 2024. - P. 578. - ISBN 978-5-00139-664-2.
- Pat Borthwick, Pearl and Rogue Go For a Ride, Poem, Part of Space Poetry[2]